# Тринідад і Тобаго на Олімпійських іграх
Тринідад і Тобаго дебютував на Олімпійських іграх в 1948 році на літніх Іграх в Лондоні й з того часу брав участь в усіх літніх Олімпіадах. В 1960 на літніх Іграх в Римі році спортсмени Тринідаду і Тобаго входили до олімпійської збірної Федерації Вест-Індії. Тричі (в 1994, 1998 та 2002 роках) Тринідад і Тобаго відправляв своїх спортсменів на зимових Олімпійських іграх.
Національний олімпійський комітет Тринідаду і Тобаго було створено в 1946 році.

## Медальний залік

### Медалі на Олімпійських іграх
| Ігри              | Золото                        | Срібло                        | Бронза                        | Загалом                       |
| 1948 Лондон       | 0                             | 1                             | 0                             | 1                             |
| 1952 Гельсінкі    | 0                             | 0                             | 2                             | 2                             |
| 1956 Мельбурн     | 0                             | 0                             | 0                             | 0                             |
| 1960 Рим          | У складі Федерації Вест-Індії | У складі Федерації Вест-Індії | У складі Федерації Вест-Індії | У складі Федерації Вест-Індії |
| 1964 Токіо        | 0                             | 1                             | 2                             | 3                             |
| 1968 Мехіко       | 0                             | 0                             | 0                             | 0                             |
| 1972 Мюнхен       | 0                             | 0                             | 0                             | 0                             |
| 1976 Монреаль     | 1                             | 0                             | 0                             | 1                             |
| 1980 Москва       | 0                             | 0                             | 0                             | 0                             |
| 1984 Лос-Анджелес | 0                             | 0                             | 0                             | 0                             |
| 1988 Сеул         | 0                             | 0                             | 0                             | 0                             |
| 1992 Барселона    | 0                             | 0                             | 0                             | 0                             |
| 1996 Атланта      | 0                             | 0                             | 2                             | 2                             |
| 2000 Сідней       | 0                             | 1                             | 1                             | 2                             |
| 2004 Афіни        | 0                             | 0                             | 1                             | 1                             |
| 2008 Пекін        | 0                             | 2                             | 0                             | 2                             |
| 2012 Лондон       | 1                             | 1                             | 2                             | 4                             |
| 2016 Ріо          | 0                             | 0                             | 1                             | 1                             |
| Загалом           | 2                             | 6                             | 11                            | 19                            |

### За видами спорту
| Ігри           | Золото | Срібло | Бронза | Загалом |
| Легка атлетика | 2      | 5      | 8      | 15      |
| Важка атлетика | 0      | 1      | 2      | 3       |
| Плавання       | 0      | 0      | 1      | 1       |
| Загалом        | 2      | 6      | 11     | 19      |